# ماثيو روبنسون (مخرج بريطاني)
ماثيو روبنسون (بالإنجليزية: Matthew Robinson)‏ هو مخرج بريطاني، ولد في 27 يوليو 1944 في لندن في المملكة المتحدة.

## وصلات خارجية
- ماثيو روبنسون على موقع IMDb (الإنجليزية)
- ماثيو روبنسون على موقع قاعدة بيانات الفيلم (الإنجليزية)